# Prallzerkleinerung

Prinzip

Prallzerkleinerung ist eine Art des Zerkleinerns von Feststoffen. Grundsätzlich werden drei verschiedene Methoden unterschieden: Material wird gegen eine Wand geworfen, Material prallt gegen ein bewegtes Werkzeug oder zwei Materialpartikel stoßen gegeneinander. Das Material wird dabei hohen Beanspruchungsgeschwindigkeiten (ca. 20 – 30 m/s) ausgesetzt.
Beim Prall gegen schnell rotierende Werkzeugflächen und/oder beim Schleudern mit hoher Geschwindigkeit an Innenwände der Zerkleinerungsmaschine ist der Werkzeugverschleiß generell hoch. Deshalb wird die Prallzerkleinerung in den Fällen meist für weiche bis mittelharte spröde Stoffe verwendet. Die verwendeten Zerkleinerungsmaschinen sind hierbei Prallbrecher, Prallmühlen, Hammerbrecher und Hammermühlen.
Bei der autogenen Zerkleinerung hingegen prallen Materialpartikel aufeinander, was den Verschleiß sehr niedrig hält, so z. B. bei der Strahlmühle.
Die Bruchvorgänge unterscheiden sich erheblich von der Druck- und Schlagzerkleinerung. Direkt an der Aufprallstelle wird das Material sehr fein zerkleinert. Von dieser Stelle breiten sich die Bruchlinien strahlenförmig aus und bilden viele mittelgroße Bruchstücke sowie einen größeren Restekegel. Heterogene Materialien wie Erze werden vielfach an den Gefügegrenzen zerkleinert.